# Mervana Jugić-Salkić
Mervana Jugić-Salkić (* 14. Mai 1980 in Zenica, damals Jugoslawien) ist eine ehemalige bosnische Tennisspielerin.

## Karriere
Jugić-Salkić, die laut WTA-Profil Hartplätzen den Vorzug gab, begann erst im Alter von 13 Jahren mit dem Tennissport. Sie Spielte überwiegend auf ITF-Turnieren, bei denen sie insgesamt 15 Einzel- und 43 Doppeltitel gewann.
Auf der WTA Tour war sie zweimal im Doppel siegreich, 2004 beim Turnier in Auckland und 2005 in Modena. 
2006 feierte sie ihr bestes Abschneiden bei einem Grand-Slam-Turnier, als sie in Wimbledon im Damendoppel ins Achtelfinale einzog.
Für die bosnische Fed-Cup-Mannschaft bestritt sie von 1997 bis 2011 nicht weniger als 35 Einzel- und 16 Doppelpartien, von denen sie 25 bzw. acht siegreich gestalten konnte.
Ihr letztes Match als Profi absolvierte Jugić-Salkić im September 2013 bei einem ITF-Turnier in Montenegro. Seit 2014 wird sie in den Weltranglisten nicht mehr geführt.

## Turniersiege

### Doppel
| Nr. | Datum           | Turnier  | Kategorie   | Belag     | Partnerin          | Finalgegnerinnen                        | Ergebnis       |
| --- | --------------- | -------- | ----------- | --------- | ------------------ | --------------------------------------- | -------------- |
| 1.  | 10. Januar 2004 | Auckland | WTA Tier IV | Hartplatz | Jelena Kostanić    | Virginia Ruano Pascual Paola Suárez     | 7:66, 3:6, 6:1 |
| 2.  | 16. Juli 2005   | Modena   | WTA Tier IV | Sand      | Julija Bejhelsymer | Gabriela Navrátilová Michaela Paštiková | 6:2, 6:0       |

## Abschneiden bei Grand-Slam-Turnieren

### Einzel
| Turnier         | 2004 | 2005 | 2006 | 2007 | 2008 | 2009 | 2010 | 2011 | 2012 | 2013 | Karriere |
| --------------- | ---- | ---- | ---- | ---- | ---- | ---- | ---- | ---- | ---- | ---- | -------- |
| Australian Open | Q2   | —    | Q1   | —    | —    | Q2   | —    | —    | —    | Q2   | —        |
| French Open     | 1    | 1    | Q1   | —    | —    | Q1   | —    | —    | —    | Q1   | 1        |
| Wimbledon       | 1    | Q2   | Q2   | —    | —    | Q3   | —    | —    | —    | Q1   | 1        |
| US Open         | Q3   | Q1   | —    | —    | —    | —    | —    | —    | —    | —    | —        |

Zeichenerklärung: S = Turniersieg; F, HF, VF, AF = Einzug ins Finale / Halbfinale / Viertelfinale / Achtelfinale; 1, 2, 3 = Ausscheiden in der 1. / 2. / 3. Hauptrunde; Q1, Q2, Q3 = Ausscheiden in der 1. / 2. / 3. Runde der Qualifikation; n. a. = nicht ausgetragen

### Doppel
| Turnier         | 2004 | 2005 | 2006 | 2007 | 2008 | 2009 | 2010 | 2011 | 2012 | 2013 | Karriere |
| --------------- | ---- | ---- | ---- | ---- | ---- | ---- | ---- | ---- | ---- | ---- | -------- |
| Australian Open | 1    | —    | 1    | —    | —    | 2    | —    | —    | —    | 1    | 2        |
| French Open     | 1    | —    | 2    | —    | 1    | 1    | —    | —    | —    | 1    | 2        |
| Wimbledon       | 1    | —    | AF   | —    | 1    | 1    | —    | —    | —    | 1    | AF       |
| US Open         | 2    | 2    | —    | —    | —    | —    | —    | —    | 2    | —    | 2        |